# Nati nel 1963/Settembre
| Questa pagina contiene informazioni ricavate automaticamente dalle voci biografiche con l'ausilio del template Bio e di un bot. L'aggiornamento è periodico e automatico e ricostruisce completamente la pagina. Se manca una persona in questa lista, sei pregato di non aggiungerla, ma accertati piuttosto che la sua voce biografica contenga il template Bio e che i dati anagrafici siano correttamente compilati. Se il template Bio manca, inseriscilo tu stesso o, in alternativa, metti l'avviso {{tmp\|Bio}} che ne segnala la mancanza. Se i dati riportati sono sbagliati, correggi direttamente la voce biografica; le modifiche saranno visibili in questa lista entro pochi giorni. Per chiarimenti vedi il progetto biografie. La lista contiene solo le 305 persone che sono citate nell'enciclopedia e per le quali è stato implementato correttamente il template Bio. Pagina aggiornata al 26 lug 2025. |

- 1º settembre - Andrea Balestri, attore e cantante italiano
- 1º settembre - Gerry Besselink, ex cestista canadese
- 1º settembre - Marlon Brandão, ex calciatore brasiliano
- 1º settembre - Ciriaco Carru, carabiniere italiano († 1995)
- 1º settembre - Danny Pearson, ex cestista statunitense
- 1º settembre - Grant-Lee Phillips, cantautore e musicista statunitense
- 1º settembre - Marco Sabiu, pianista, direttore d'orchestra e arrangiatore italiano
- 2 settembre - Juan Carlos Ablanedo, ex calciatore spagnolo
- 2 settembre - Pietrangelo Buttafuoco, giornalista, scrittore e conduttore televisivo italiano
- 2 settembre - Stanislav Čerčesov, allenatore di calcio e ex calciatore russo
- 2 settembre - Sergio Luzzatto, storico, giornalista e conduttore televisivo italiano
- 2 settembre - Sam Mitchell, ex cestista e allenatore di pallacanestro statunitense
- 2 settembre - Erkin Osman, allenatore di calcio a 5 e ex giocatore di calcio a 5 cipriota
- 2 settembre - Ken Taylor, ex giocatore di football americano statunitense
- 3 settembre - Elisabetta Bavagnoli, allenatrice di calcio e ex calciatrice italiana
- 3 settembre - Laura Valente, cantautrice italiana
- 3 settembre - Malcolm Gladwell, giornalista e sociologo canadese
- 3 settembre - Serena Gordon, attrice britannica
- 3 settembre - Giovanni Guerini, baritono italiano († 2023)
- 3 settembre - Guido W. Imbens, economista statunitense
- 3 settembre - Sargis Karapetyan, ex calciatore armeno
- 3 settembre - Paul Mason, ex calciatore inglese
- 3 settembre - Joe Matt, fumettista statunitense († 2023)
- 3 settembre - Holt McCallany, attore statunitense
- 3 settembre - Daniel Myrick, regista, sceneggiatore e produttore cinematografico statunitense
- 3 settembre - Goran Sobin, cestista jugoslavo († 2021)
- 3 settembre - Johan Theorin, scrittore e giornalista svedese
- 4 settembre - Tim Aymar, cantante e musicista statunitense († 2023)
- 4 settembre - Louise Doughty, scrittrice, drammaturga e giornalista britannica
- 4 settembre - Jan Kristian Fjærestad, ex calciatore norvegese
- 4 settembre - Odmar Færø, ex calciatore faroese
- 4 settembre - Bobby Jarzombek, batterista statunitense
- 4 settembre - Stephan Joho, ex ciclista su strada e pistard svizzero
- 4 settembre - Umberto Massa, produttore cinematografico italiano
- 4 settembre - Paolo Paganini, giornalista e conduttore televisivo italiano
- 4 settembre - John Vanbiesbrouck, ex hockeista su ghiaccio statunitense
- 4 settembre - Sam Yaffa, bassista finlandese
- 4 settembre - Candeloro Zamperini, carabiniere italiano († 1997)
- 5 settembre - Juan Alderete de la Peña, bassista statunitense
- 5 settembre - Kristian Alfonso, attrice, ex pattinatrice e modella statunitense
- 5 settembre - Marco Bonitta, allenatore di pallavolo e dirigente sportivo italiano
- 5 settembre - Terry Ellis, cantante statunitense
- 5 settembre - Alenka Ermenc, generale slovena
- 5 settembre - Roberta Gitani, ex cestista e allenatrice di pallacanestro italiana
- 5 settembre - Roberto Herrera, ballerino e coreografo argentino
- 5 settembre - Taki Inoue, ex pilota automobilistico giapponese
- 5 settembre - Roberto Masciarelli, allenatore di pallavolo e ex pallavolista italiano
- 5 settembre - Ricky Parent, batterista statunitense († 2007)
- 5 settembre - Jonathan Phillips, attore inglese
- 5 settembre - Zheng Wei, ex cestista e allenatrice di pallacanestro cinese
- 6 settembre - Karen Dianne Baldwin, modella canadese
- 6 settembre - John Battsek, produttore cinematografico britannico
- 6 settembre - Angela Chalmers, ex mezzofondista canadese
- 6 settembre - Mark Chesnutt, cantante statunitense
- 6 settembre - Ric Fierabracci, bassista statunitense
- 6 settembre - Blas Giunta, allenatore di calcio e ex calciatore argentino
- 6 settembre - Ivan Hašek, allenatore di calcio e ex calciatore ceco
- 6 settembre - Josu Jon Imaz, politico spagnolo
- 6 settembre - József Kiprich, allenatore di calcio e ex calciatore ungherese
- 6 settembre - John Laughland, giornalista britannico
- 6 settembre - Lee Mi-ja, ex cestista sudcoreana
- 6 settembre - Marija Manolova, ex biatleta bulgara
- 6 settembre - John Nicolò Martin, saggista inglese
- 6 settembre - Pat Nevin, ex calciatore scozzese
- 6 settembre - Betsy Russell, attrice statunitense
- 6 settembre - Alice Sebold, scrittrice statunitense
- 6 settembre - Rolly Teranishi, chitarrista giapponese
- 6 settembre - Geert Wilders, politico olandese
- 7 settembre - Neerja Bhanot, modella indiana († 1986)
- 7 settembre - Fljura Bulatova, ex tennistavolista sovietica
- 7 settembre - Éric Di Meco, politico e ex calciatore francese
- 7 settembre - Admir Smajić, allenatore di calcio e ex calciatore jugoslavo
- 7 settembre - W. Earl Brown, attore e musicista statunitense
- 8 settembre - Alexīs Alexiou, allenatore di calcio e ex calciatore greco
- 8 settembre - Corrado Maria Daclon, saggista, giornalista e ambientalista italiano
- 8 settembre - Susanne Gunnarsson, ex canoista svedese
- 8 settembre - Hitoshi Matsumoto, attore, comico e regista giapponese
- 8 settembre - Vadim Perelman, regista ucraino
- 8 settembre - Adriano Samaniego, ex calciatore paraguaiano
- 8 settembre - Brad Silberling, regista e produttore cinematografico statunitense
- 8 settembre - David Lee Smith, attore statunitense
- 8 settembre - Wolfgang Staudinger, ex slittinista tedesco occidentale
- 8 settembre - Herbert Waas, ex calciatore tedesco
- 8 settembre - Rob de Wit, ex calciatore olandese
- 9 settembre - Chris Coons, politico statunitense
- 9 settembre - Roberto Donadoni, allenatore di calcio e ex calciatore italiano
- 9 settembre - Dale Rudge, ex calciatore inglese
- 9 settembre - Michael Tsur, avvocato israeliano
- 9 settembre - Anu Vehviläinen, politica finlandese
- 9 settembre - Markus Wasmeier, ex sciatore alpino tedesco
- 9 settembre - Terry Woodberry, allenatore di calcio, ex calciatore e ex giocatore di calcio a 5 inglese
- 10 settembre - Dick Costolo, imprenditore e informatico statunitense
- 10 settembre - Piero Dall'Agnol, fumettista italiano
- 10 settembre - Monica Frassoni, politica italiana
- 10 settembre - Björn Johansson, ex ciclista su strada svedese
- 10 settembre - Randy Johnson, ex giocatore di baseball statunitense
- 10 settembre - Marian Keyes, scrittrice irlandese
- 10 settembre - Jay Laga'aia, attore e cantante neozelandese
- 10 settembre - William McInnes, attore australiano
- 10 settembre - Silvana Pérez, ex cestista peruviana
- 10 settembre - Mike Smith, ex cestista statunitense
- 10 settembre - Vujadin Stanojković, allenatore di calcio e ex calciatore macedone
- 10 settembre - Bill Stevenson, batterista e produttore discografico statunitense
- 10 settembre - Gabriel Tiacoh, velocista ivoriano († 1992)
- 10 settembre - Felice Žiža, politico sloveno
- 11 settembre - Marco Baroni, allenatore di calcio e ex calciatore italiano
- 11 settembre - Alan Davey, bassista inglese
- 11 settembre - Grant Davies, canoista australiano
- 11 settembre - Pietro Ferrero, imprenditore italiano († 2011)
- 11 settembre - Bonnie Gadusek, ex tennista statunitense
- 11 settembre - Jorge Guardiola, ex tiratore a volo spagnolo
- 11 settembre - Carina Karlsson, ex tennista svedese
- 11 settembre - John Lammers, allenatore di calcio e ex calciatore olandese
- 11 settembre - Hennadij Lytovčenko, allenatore di calcio e ex calciatore ucraino
- 11 settembre - Donato Sabia, mezzofondista e velocista italiano († 2020)
- 11 settembre - Oleg Širinbekov, allenatore di calcio e ex calciatore sovietico
- 11 settembre - Gerald Wilkins, ex cestista statunitense
- 12 settembre - Hakim Benchamach, politico e docente marocchino
- 12 settembre - Jock Clear, ingegnere britannico
- 12 settembre - Shannon Crawford, ex canottiera canadese
- 12 settembre - Patrick Dybiona, nuotatore olandese
- 12 settembre - Michael McElhatton, attore e sceneggiatore irlandese
- 12 settembre - Larisa Seleznëva, ex pattinatrice artistica su ghiaccio sovietica
- 13 settembre - Jurij Aleksandrov, pugile sovietico († 2013)
- 13 settembre - Mauro Castagnaro, giornalista, politologo e editore italiano
- 13 settembre - Paolo Ciampi, giornalista e scrittore italiano
- 13 settembre - Valéry Demory, cestista e allenatore di pallacanestro francese
- 13 settembre - Konrad Dryden, musicologo, biografo e baritono statunitense
- 13 settembre - Phillip Dutton, cavaliere australiano
- 13 settembre - Franco Gramenzi, allenatore di pallacanestro italiano
- 13 settembre - Dietmar Köhlbichler, ex sciatore alpino austriaco
- 13 settembre - Nicola Mingo, chitarrista italiano
- 13 settembre - Isidro Ortiz, regista spagnolo
- 13 settembre - Sergej Podpalyj, allenatore di calcio e ex calciatore sovietico
- 13 settembre - Sophie in 't Veld, politica olandese
- 14 settembre - Tony Becker, attore statunitense
- 14 settembre - Lester Benjamin, ex lunghista antiguo-barbudano
- 14 settembre - Franck Butter, ex cestista francese
- 14 settembre - Jaromír Dragan, ex hockeista su ghiaccio cecoslovacco
- 14 settembre - Mária Schwarcz, ex cestista ungherese
- 15 settembre - Sixten Boström, allenatore di calcio e ex calciatore finlandese
- 15 settembre - Stefania Falasca, giornalista, scrittrice e saggista italiana
- 15 settembre - Detlef Lohse, fisico tedesco
- 15 settembre - Amedeo Matacena, politico e armatore italiano († 2022)
- 15 settembre - Pete Myers, ex cestista e allenatore di pallacanestro statunitense
- 15 settembre - Paolo Negro, giornalista e scrittore italiano
- 15 settembre - Phillip Paley, attore statunitense
- 15 settembre - Raffaele Solimeno, allenatore di calcio e ex calciatore italiano
- 15 settembre - Paul Ward, allenatore di calcio e ex calciatore inglese
- 16 settembre - Andréa Beltrão, attrice e ballerina brasiliana
- 16 settembre - Biagio Conte, missionario italiano († 2023)
- 16 settembre - Katon W. DePena, cantante statunitense
- 16 settembre - Roberto Erlacher, ex sciatore alpino italiano
- 16 settembre - Luc Frieden, politico e avvocato lussemburghese
- 16 settembre - Massimo Gadda, allenatore di calcio e ex calciatore italiano
- 16 settembre - Tor Helge Gauteplass, ex sciatore alpino norvegese
- 16 settembre - Ute Hasse, ex nuotatrice tedesca occidentale
- 16 settembre - Richard Johnson, ex giocatore di football americano statunitense
- 16 settembre - Richard Marx, cantautore, compositore e produttore discografico statunitense
- 16 settembre - Patrizia Prestipino, politica italiana
- 16 settembre - Leslie Wing Pomeroy, attrice statunitense
- 17 settembre - Yao Lambert Amani, ex calciatore ivoriano
- 17 settembre - Jeff Ballard, batterista statunitense
- 17 settembre - Barriga, ex calciatore portoghese
- 17 settembre - Ol'ga Burova-Černjavskaja, ex discobola russa
- 17 settembre - Francesco Cascio, politico e medico italiano
- 17 settembre - Masahiro Chono, ex wrestler giapponese
- 17 settembre - Gian-Carlo Coppola, attore statunitense († 1986)
- 17 settembre - Mario De Caro, filosofo italiano
- 17 settembre - Dashnor Dume, allenatore di calcio e ex calciatore albanese
- 17 settembre - Warren Gatland, ex rugbista a 15 e allenatore di rugby a 15 neozelandese
- 17 settembre - Yūji Keigoshi, ex calciatore giapponese
- 17 settembre - Radovan Krstović, ex calciatore jugoslavo
- 17 settembre - Kamou Malo, allenatore di calcio e ex calciatore burkinabè
- 17 settembre - Nicolás Navarro Castro, ex calciatore messicano
- 17 settembre - William Shockley, attore statunitense
- 17 settembre - David Wm. Sims, bassista statunitense
- 17 settembre - Mario Somma, allenatore di calcio e ex calciatore italiano
- 17 settembre - James Urbaniak, attore e doppiatore statunitense
- 18 settembre - John Fashanu, ex calciatore inglese
- 18 settembre - Luc Genolet, ex sciatore alpino svizzero
- 18 settembre - Giuseppe Giangrande, militare italiano
- 18 settembre - Christopher Heyerdahl, attore canadese
- 18 settembre - Fёdor Kasapu, ex sollevatore sovietico
- 18 settembre - Harold Keeling, ex cestista statunitense
- 18 settembre - Leonel Martínez, tiratore a segno venezuelano
- 18 settembre - Heiko Peschke, ex calciatore tedesco orientale
- 18 settembre - Dan Povenmire, regista, attore e doppiatore statunitense
- 18 settembre - John Powell, compositore britannico
- 18 settembre - Gary Russell, attore, regista e sceneggiatore britannico
- 18 settembre - Alexander Schowtka, ex nuotatore tedesco
- 18 settembre - Olaf Sporns, biochimico tedesco
- 18 settembre - Nina Todorova, ex cestista bulgara
- 19 settembre - Jarvis Cocker, cantautore e musicista britannico
- 19 settembre - Guido Crosetto, politico italiano
- 19 settembre - Spencer Garrett, attore statunitense
- 19 settembre - Ronen Ginzburg, allenatore di pallacanestro e ex cestista israeliano
- 19 settembre - Terry Kingston, ex rugbista a 15 e allenatore di rugby a 15 irlandese
- 19 settembre - Alessandra Martines, attrice e ballerina italiana
- 19 settembre - Paul McGuigan, regista scozzese
- 19 settembre - Toru Sano, ex calciatore giapponese
- 19 settembre - David Seaman, ex calciatore e allenatore di calcio inglese
- 19 settembre - Alexandra Silk, attrice pornografica e regista statunitense
- 19 settembre - Lars Simonsen, attore danese
- 19 settembre - Mark Tildesley, scenografo britannico
- 20 settembre - George Aaron, cantante italiano
- 20 settembre - Cristina Bignardi, attrice italiana
- 20 settembre - Sergio Bufarini, ex calciatore argentino
- 20 settembre - Luca Valerio Camerano, dirigente d'azienda italiano
- 20 settembre - Richard Hill, allenatore di calcio e ex calciatore inglese
- 20 settembre - Alex Jordan, attrice pornografica statunitense († 1995)
- 20 settembre - Robert LaSardo, attore statunitense
- 20 settembre - Udo Mark, pilota motociclistico tedesco
- 20 settembre - Rod McCall, ex rugbista a 15 e dirigente sportivo australiano
- 20 settembre - Néstor Mora, ciclista su strada colombiano († 1995)
- 20 settembre - Samira Munir, politica norvegese († 2005)
- 20 settembre - Joseph O'Connor, scrittore irlandese
- 20 settembre - Yumiko Ōno, ex cestista giapponese
- 20 settembre - Mineho Ozaki, ex atleta paralimpico giapponese
- 20 settembre - Carlo Pratichetti, ex rugbista a 15 e allenatore di rugby a 15 italiano
- 20 settembre - Omar Alberto Sánchez Cubillos, arcivescovo cattolico colombiano
- 21 settembre - Carlos Brito, allenatore di calcio e ex calciatore portoghese
- 21 settembre - Dominique-Marie David, arcivescovo cattolico francese
- 21 settembre - Thomas Högstedt, ex tennista e allenatore di tennis svedese
- 21 settembre - Angus Macfadyen, attore britannico
- 21 settembre - António Nogueira, ex calciatore portoghese
- 21 settembre - Mamoru Samuragōchi, compositore giapponese
- 21 settembre - Trevor Steven, procuratore sportivo e ex calciatore inglese
- 21 settembre - Orsetta De Rossi, attrice italiana
- 22 settembre - Alain Côté, ex schermidore canadese
- 22 settembre - William Forsche, effettista statunitense
- 22 settembre - Giulia Fossà, attrice, scrittrice e giornalista italiana
- 22 settembre - Li Huayun, ex calciatore cinese
- 22 settembre - Gea Schirò, politica italiana
- 22 settembre - Donald Stevens, ex sciatore alpino canadese
- 22 settembre - Angelo Terracenere, allenatore di calcio e ex calciatore italiano
- 22 settembre - Stephen Trevor, ex schermidore statunitense
- 23 settembre - Kaori Chikaishi, ex cestista giapponese
- 23 settembre - Vitaliano Della Sala, presbitero italiano
- 23 settembre - Michael Franks, ex velocista statunitense
- 23 settembre - Erik Östlund, ex fondista svedese
- 23 settembre - Rocco Pagano, ex calciatore italiano
- 23 settembre - Alex Proyas, regista, sceneggiatore e produttore cinematografico australiano
- 23 settembre - Gabriele Reinsch, ex discobola e pesista tedesca
- 23 settembre - Kevin Rogers, ex calciatore gallese
- 23 settembre - Romeo Toffanetti, fumettista italiano
- 23 settembre - Ferdinando Vicentini Orgnani, regista, sceneggiatore e produttore cinematografico italiano
- 23 settembre - Michiru Yamane, compositrice e musicista giapponese
- 24 settembre - Paolo D'Iorio, filosofo italiano
- 24 settembre - Igors Kazanovs, ex ostacolista lettone
- 24 settembre - Norberto Ortega Sánchez, ex calciatore argentino
- 24 settembre - Yves Pagès, scrittore francese
- 24 settembre - Masuyo Shiraishi, ex calciatrice giapponese
- 24 settembre - Luis Ulacia, giocatore di baseball cubano
- 25 settembre - Vincenzo Attrice, ex calciatore italiano
- 25 settembre - Alessandra Borghese, scrittrice e giornalista italiana
- 25 settembre - Tate Donovan, attore statunitense
- 25 settembre - Helen Jameson, ex nuotatrice britannica
- 25 settembre - Piero Morello, ex pugile italiano
- 25 settembre - Mikael Persbrandt, attore svedese
- 25 settembre - Thais Russomano, medico brasiliana
- 25 settembre - Keely Shaye Smith, giornalista e conduttrice televisiva statunitense
- 25 settembre - Iván Sopegno, allenatore di calcio argentino
- 26 settembre - Lysette Anthony, attrice britannica
- 26 settembre - Claudio Costa, ex atleta paralimpico e paraciclista italiano
- 26 settembre - Paul Slattery, ex calciatore britannico
- 26 settembre - Douglas Wakiihuri, ex maratoneta keniota
- 27 settembre - David Cooke, ex cestista statunitense
- 27 settembre - Matteo Dotto, giornalista italiano
- 27 settembre - Yōji Enokido, sceneggiatore giapponese
- 27 settembre - Astrid M. Fünderich, attrice tedesca
- 27 settembre - Alžbeta Havrančíková, ex fondista slovacca
- 27 settembre - Hillary Jordan, scrittrice statunitense
- 27 settembre - Scott Lawrence, attore statunitense
- 27 settembre - Marc Maron, cabarettista, scrittore e attore statunitense
- 27 settembre - Caren Metschuck, ex nuotatrice tedesca
- 27 settembre - Gianluca Savoini, politico e giornalista italiano
- 27 settembre - Jeremy Stacey, batterista e tastierista britannico
- 27 settembre - Brian Steele, stuntman e attore statunitense
- 28 settembre - Luis Arce, politico e economista boliviano
- 28 settembre - Paolo Attivissimo, giornalista, scrittore e conduttore radiofonico italiano
- 28 settembre - Steve Blackman, ex wrestler e ex artista marziale misto statunitense
- 28 settembre - Érik Comas, ex pilota automobilistico francese
- 28 settembre - Johnny Dawkins, ex cestista e allenatore di pallacanestro statunitense
- 28 settembre - Ilija Djakov, ex calciatore bulgaro
- 28 settembre - Paulinho McLaren, allenatore di calcio e ex calciatore brasiliano
- 28 settembre - Ray Walker, allenatore di calcio e ex calciatore inglese
- 28 settembre - Susan Walters, attrice e modella statunitense
- 28 settembre - Greg Weisman, fumettista e produttore televisivo statunitense
- 29 settembre - Les Claypool, bassista, cantante e compositore statunitense
- 29 settembre - Margherita Coluccini, politica italiana
- 29 settembre - Francis Jue, attore statunitense
- 29 settembre - Jon Levine, ex tennista statunitense
- 29 settembre - Pietro Maiellaro, dirigente sportivo, allenatore di calcio e ex calciatore italiano
- 29 settembre - Sandro Sussi, artista italiano († 2015)
- 30 settembre - Gaetano Aronica, attore italiano
- 30 settembre - Aldo Berardi, vescovo cattolico francese
- 30 settembre - Olivia Carrillo, ex cestista e allenatrice di pallacanestro messicana
- 30 settembre - Marcello Foa, giornalista, dirigente d'azienda e scrittore italiano
- 30 settembre - Alessandra Fossati, ex altista italiana
- 30 settembre - Giuseppe Graviano, mafioso italiano
- 30 settembre - Sami Leinonen, ex combinatista nordico finlandese
- 30 settembre - Cristina Marsillach, attrice spagnola
- 30 settembre - Jamal Mustafa, wrestler statunitense
- 30 settembre - Corrado Verdelli, allenatore di calcio e ex calciatore italiano